# Fryderyk Ferdynand Habsburg
Fryderyk Ferdynand Leopold Habsburg (niem. Friedrich Ferdinand Leopold von Österreich, ur. 14 maja 1821 w Wiedniu, zm. 5 października 1847 w Wenecji) – arcyksiążę austriacki, wiceadmirał i admirał Cesarsko-Królewskiej Marynarki Wojennej.

## Życiorys
Arcyksiążę Fryderyk urodził się 14 maja 1821 roku w Wiedniu. Był synem arcyksięcia Karola Ludwika Habsburga zwycięzcy Napoleona w bitwie pod Aspern-Essling i Henrietty von Nassau-Weilburg oraz wnukiem cesarza Leopolda II i Marii Ludwiki Burbon, księżniczki hiszpańskiej. Otrzymał bardzo staranne wykształcenie. Był uczniem Franza Ritter von Hauslab, wybitnego znawcy wojskowości, artylerzysty i kartografa.
W wieku 15 lat, w 1836 roku wstąpił do Cesarsko-Królewskiej Marynarki Wojennej. Był pierwszym członkiem cesarskiego domu, który wybrał karierę morską. W 1837 roku popłynął na fregacie „Medea” do Wenecji, gdzie podjął szkolenie na marynarza. Szkolenie to ukończył w stopniu kapitana. W 1838 przeszedł w Wenecji poważną chorobę. W 1839 roku brał udział w wyprawie na Bliski Wschód. W 1840 roku wziął udział w koalicji europejskiej przeciwko Muhammadowi Ali, wicekrólowi Egiptu w latach 1805–1848 oraz 1848–1849. Wojska sprzymierzonych stojące wówczas po stronie sułtana tureckiego zajęły prawie całą Syrię zmuszając Muhammada do przyjęcia niekorzystnych dla niego warunków pokojowych. Wykazał się odwagą dowodząc fregatą podczas zdobywania twierdzy w Sydonie i Akki, za co odznaczony został Orderem Marii Teresy.
W 1841 roku został dowódcą weneckiej strefy przybrzeżnej. Odbył podróż do Algierii a 1842 roku do Anglii, aby poznać zasady działania brytyjskiej marynarki wojennej. W 1844 roku awansował do stopnia wiceadmirała. Stacjonował w Wenecji. Położył podwaliny pod wiele zmian natury organizacyjnej. Reformował flotę na wzór nowoczesnych struktur, jakie posiadały największe mocarstwa europejskie. Dużo uwagi przykładał do szkolenia młodzieży. W 1845 roku został przyjęty do Zakonu Joannitów i w tymże roku Królestwo Obojga Sycylii (którego władca Ferdynand II był szwagrem arcyksięcia) rozpoczęło negocjacje z Zakonem, mające na celu mianowanie Fryderyka Wielkim Mistrzem Zakonu w zamian za oddanie Joannitom na siedzibę wyspy Ponza. Był nominowany na naczelnego dowódcę marynarki. W 1847 roku zachorował na żółtą febrę. Zmarł 5 października tego roku w wieku zaledwie 26 lat. Pochowany jest w kościele kapucynów w Wiedniu.

## Odznaczenia
Odznaczenia arcyksięcia Fryderyka Ferdynanda to między innymi:
- Order Złotego Runa
- Kawaler Orderu Marii Teresy
- Profesyjny Kapelan Konwentualny Wielkiego Krzyża po Sprawiedliwości (Zakon Maltański)
- Order Świętego Andrzeja (Imperium Rosyjskie)
- Order Świętego Aleksandra Newskiego (Imperium Rosyjskie)
- Cesarski i Królewski Order Orła Białego (Imperium Rosyjskie)
- Order Świętej Anny I klasy (Imperium Rosyjskie)
- Order Świętego Jerzego IV klasy (Imperium Rosyjskie)
- Order Orła Czarnego (Prusy)
- Order Pour le Mérite (Prusy)
- Order Świętego Huberta (Bawaria)
- Krzyż Wielki Orderu Łaźni (wielka Brytania)
- Krzyż Wielki Orderu Świętego Ferdynanda i Zasługi (Sycylia)
- Krzyż Wielki Orderu Wieży i Miecza (Portugalia)
- Krzyż Wielki Orderu Lwa Niderlandzkiego (Niderlandy)
- Krzyż Wielki Orderu Ludwika (Hesja)